# Maracatu
Maracatu é um ritmo musical, dança e ritual de sincretismo religioso com origem no estado brasileiro de Pernambuco.
Existem dois tipos, conforme o "baque" ou batida: Maracatu Nação (Baque Virado) e Maracatu Rural (Baque Solto). O primeiro, bastante comum na área metropolitana do Recife, é o mais antigo ritmo afro-brasileiro; e o segundo é característico da cidade de Nazaré da Mata (Zona da Mata Norte de Pernambuco).
Foi registrado como forma de expressão e patrimônio Cultural do Brasil - aprovado pelo Instituto do Patrimônio Histórico e Artístico Nacional (IPHAN) - ao lado de manifestações como o marabaixo (Amapá), o carimbó (Pará), o  tambor de crioula (Maranhão) e a arte kusiwa do povo indígena waiãpi (Amapá).

## Informações gerais
O registro mais antigo que se tem sobre o Maracatu Nação data de 1711, mas o ano de sua origem é incerto. O que se sabe é que ele surgiu em Pernambuco e vem se transformando desde então.
Um dos maracatus mais antigos é o Maracatu Elefante, fundado em 15 de novembro de 1800 no Recife por Manuel Santiago, homem escravizado, após sua insurreição contra a direção do Maracatu Brilhante. A escolha do elefante como nome e símbolo da agremiação deveu-se ao fato de este animal ser protegido por Oxalá, orixá associado à criação do mundo e da espécie humana. Uma das peculiaridades deste maracatu é o costume de conduzir três calungas (bonecas negras) ao invés de duas como é comum aos outros maracatus. São elas: Dona Leopoldina, Dom Luís e Dona Emília, que representam os orixás Iansã, Xangô e Oxum, respectivamente. Outra característica singular do Nação Elefante é o fato de ter sido o primeiro a ser conduzido por uma matriarca, pois até então os maracatus sempre tinham sido regidos por uma figura masculina.
Os primeiros maracatus rurais foram criados em engenhos de Nazaré da Mata (Zona da Mata de Pernambuco), onde seus fundadores eram trabalhadores rurais, trabalhadores do canavial e cortadores de cana-de-açúcar, entre fins do século XIX e início do XX.
O maracatu de baque virado é caracterizado pelo uso predominante de instrumentos de origem africana. Na percussão chamam atenção os grandes tambores, chamados alfaias, que são tocados com baquetas específicas. Estes dão o ritmo ou o baque da música e são acompanhados pelas caixas ou taróis, ganzás, abês e um gonguê ou agogô.